# Bernard Housset
Bernard Housset (ur. 1 czerwca 1940 w Saint-Jean-Pied-de-Port) – francuski duchowny katolicki, biskup La Rochelle w latach 2007-2016.

## Życiorys

### Prezbiterat
Święcenia kapłańskie otrzymał 29 czerwca 1965 i został inkardynowany do diecezji Bajonny. Był m.in. diecezjalnym duszpasterzem rodzin, podsekretarzem generalnym Konferencji Episkopatu Francji, a także wikariuszem biskupim.

### Episkopat
17 maja 1996 papież Jan Paweł II mianował do biskupem ordynariuszem diecezji Montauban. Sakry biskupiej udzielił mu 15 września 1996 ówczesny biskup Rouen - Joseph Duval.
28 listopada 2006 został mianowany ordynariuszem diecezji La Rochelle, zaś 7 stycznia 2007 kanonicznie objął urząd.
9 marca 2016 przeszedł na emeryturę.